# Ngày xửa ngày xưa (mùa 1)
Ngày xửa ngày xưa mùa 1 (tiếng Anh: Once Upon a Time season 1) là loạt phim truyền hình của ABC, ra mắt vào ngày 23 tháng 10 năm 2011 và kết thúc vào ngày 13 tháng 5 năm 2012, được tạo ra bởi hai tác giả của Tron: Legacy (Trò chơi Ảo giác) và Mất tích, Edward Kitsis và Adam Horowitz. Loạt phim đặt trọng tâm vào hai thế giới Khu rừng Phép thuật cổ tích và Storybrooke, một thị trấn đông bắc nước Mỹ hiện đại, và mưu đồ của Hoàng hậu Độc ác muốn cướp đi cuộc sống yên bình của mọi người và vì thế chỉ có bà ta là người duy nhất được hưởng kết thúc có hậu.
Mùa đầu tiên của Ngày xửa ngày xưa nhận được "sự ưa thích" đa số từ các nhà phê bình. Metacritic tặng chương trình 66 trên tổng 100 dựa trên 26 lần xem xét. Hank Stuever của Bưu báo Washington gọi chương trình là "một phần thưởng thủ công thông minh dành tặng cho fan hâm mộ của những câu chuyện phép thuật trong sáng với sự pha trộn của hành động, sự thông minh và lãng mạn". Verne Gay của tờ Newsday nói rằng chương trình "tỏa sáng cùng với ánh sáng cận nghệ kịch, thách thức khán giả phải suy nghĩ về chương trình là một thứ gì đó khác hơn chỉ là khuôn mẫu".
Tập phim mở đầu thu hút 12,93 triệu khán giả và nhận được đánh giá/chia sẻ 4,0/10 từ người trưởng thành 18-49. Những con số này giảm xuống vào cuối mùa đến một con số thấp 8,36 triệu người xem và đánh giá/chia sẻ 2,8/8 từ người trưởng thành 18-49 trong tháng 4 năm 2012, nhưng khôi phục nhẹ vào cuối mùa với 9,66 triệu người xem và đánh giá/chia sẻ 3,3/10 từ người trưởng thành 18-49.

## Nhân vật trọng tâm
- Ginnifer Goodwin trong vai Bạch Tuyết/Mary Margaret Blanchard
- Jennifer Morrison trong vai Emma Swan
- Lana Parrilla trong vai Hoàng hậu Độc ác Regina/Regina Mills
- Josh Dallas trong vai Hoàng tử Quyến Rũ James/David Nolan
- Eion Bailey trong vai Pinocchio/August W. Booth
- Jared S. Gilmore trong vai Henry Mills
- Raphael Sbarge trong vai Chú dế Jiminy/Archibald "Archie" Hopper
- Jamie Dornan trong vai Người thợ săn/Cảnh sát trưởng Graham
- Robert Carlyle trong vai Rumpelstiltskin/Ông Gold

## Phát hành DVD
| Ngày xửa ngày xưa - Toàn bộ Mùa đầu tiên                          |                                                                   |                                                                   | | | |
| Thiết lập chi tiết                                                | Thiết lập chi tiết                                                | Thiết lập chi tiết                                                | Tính năng đặc biệt | Tính năng đặc biệt | Tính năng đặc biệt |
| - 22 Tập phim - 5 đĩa - Tiếng Anh (Dolby Digital 5.1) - Bình luận | - 22 Tập phim - 5 đĩa - Tiếng Anh (Dolby Digital 5.1) - Bình luận | - 22 Tập phim - 5 đĩa - Tiếng Anh (Dolby Digital 5.1) - Bình luận | - Chuyện cổ tích trong thế giới hiện đại - Kể cho tôi nghe - Nhân vật xây dựng - Sinh vật quý tộc - Thêm những cảnh đã bị cắt bớt - Những quả trứng Phục sinh - Thêm những tính năng độc quyền trong phiên bản Blu-ray | - Chuyện cổ tích trong thế giới hiện đại - Kể cho tôi nghe - Nhân vật xây dựng - Sinh vật quý tộc - Thêm những cảnh đã bị cắt bớt - Những quả trứng Phục sinh - Thêm những tính năng độc quyền trong phiên bản Blu-ray | - Chuyện cổ tích trong thế giới hiện đại - Kể cho tôi nghe - Nhân vật xây dựng - Sinh vật quý tộc - Thêm những cảnh đã bị cắt bớt - Những quả trứng Phục sinh - Thêm những tính năng độc quyền trong phiên bản Blu-ray |
| Ngày phát hành                                                    |                                                                   |                                                                   | | | |
| Khu vực 1                                                         | Khu vực 1                                                         | Khu vực 1                                                         | Khu vực 2 | Khu vực 2 | Khu vực 2 |
| 28 tháng 8 năm 2012                                               |                                                                   |                                                                   | | | |